# ارين دبليو. شو
ارين دبليو. شو (بالإنجليزية: Warren W. Shaw)‏ هو محامي وقاضي وسياسي أمريكي، ولد في 20 يناير 1908، وتوفي في 28 سبتمبر 1992. حزبياً، نشط في الحزب الجمهوري. وقد انتخب عضو مجلس نواب كنساس.